# Пигра
Пигра (итал. Pigra) — коммуна в Италии, располагается в регионе Ломбардия, в провинции Комо.
Население составляет 302 человека (2008 г.), плотность населения составляет 76 чел./км². Занимает площадь 4 км². Почтовый индекс — 22020. Телефонный код — 031.
Покровителем населённого пункта считается святой San Rocco.

## Демография
Динамика населения:

## Администрация коммуны
- Официальный сайт: